# Carretera Interamericana

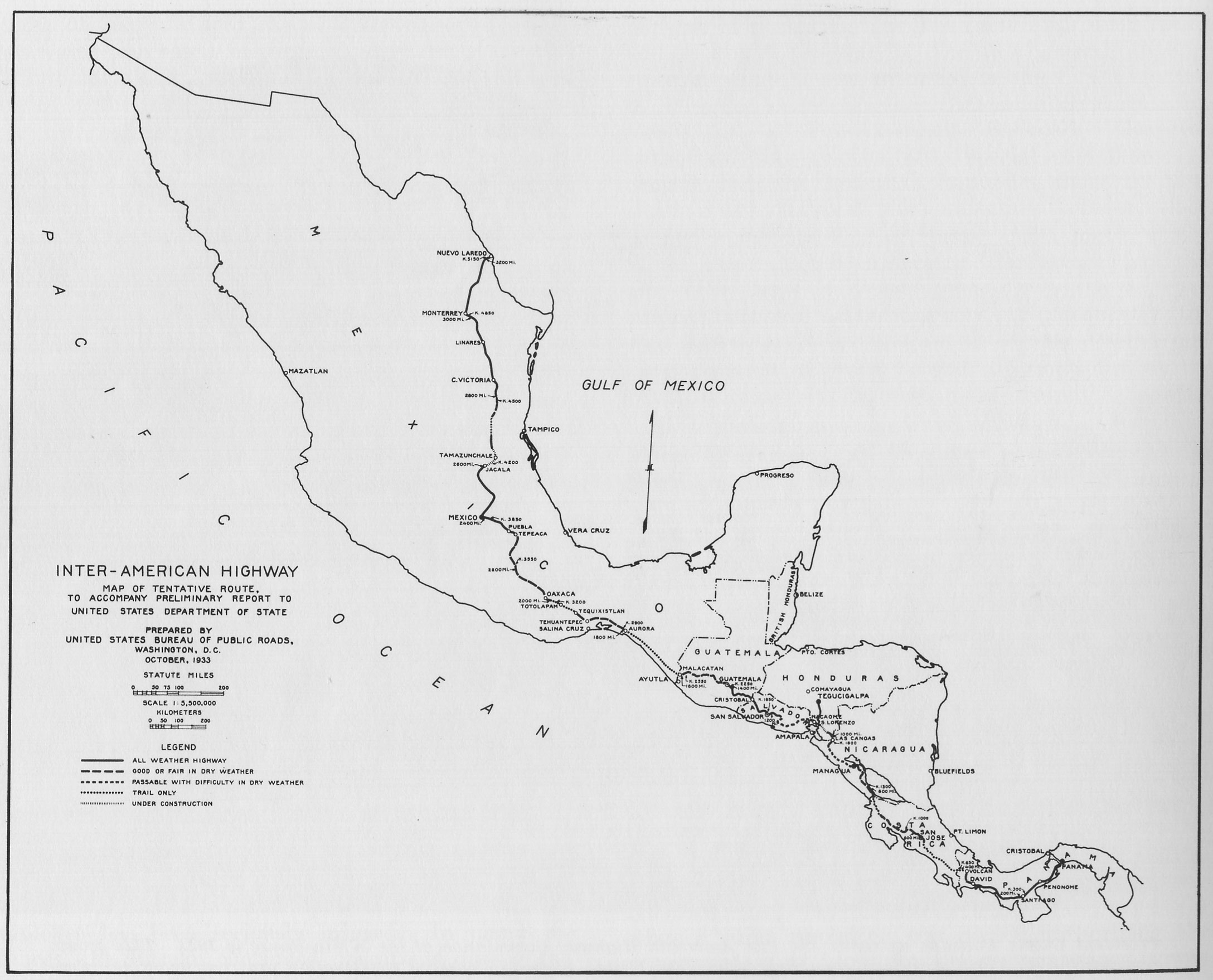
Esquema de la Carretera Interamericana, 1933.

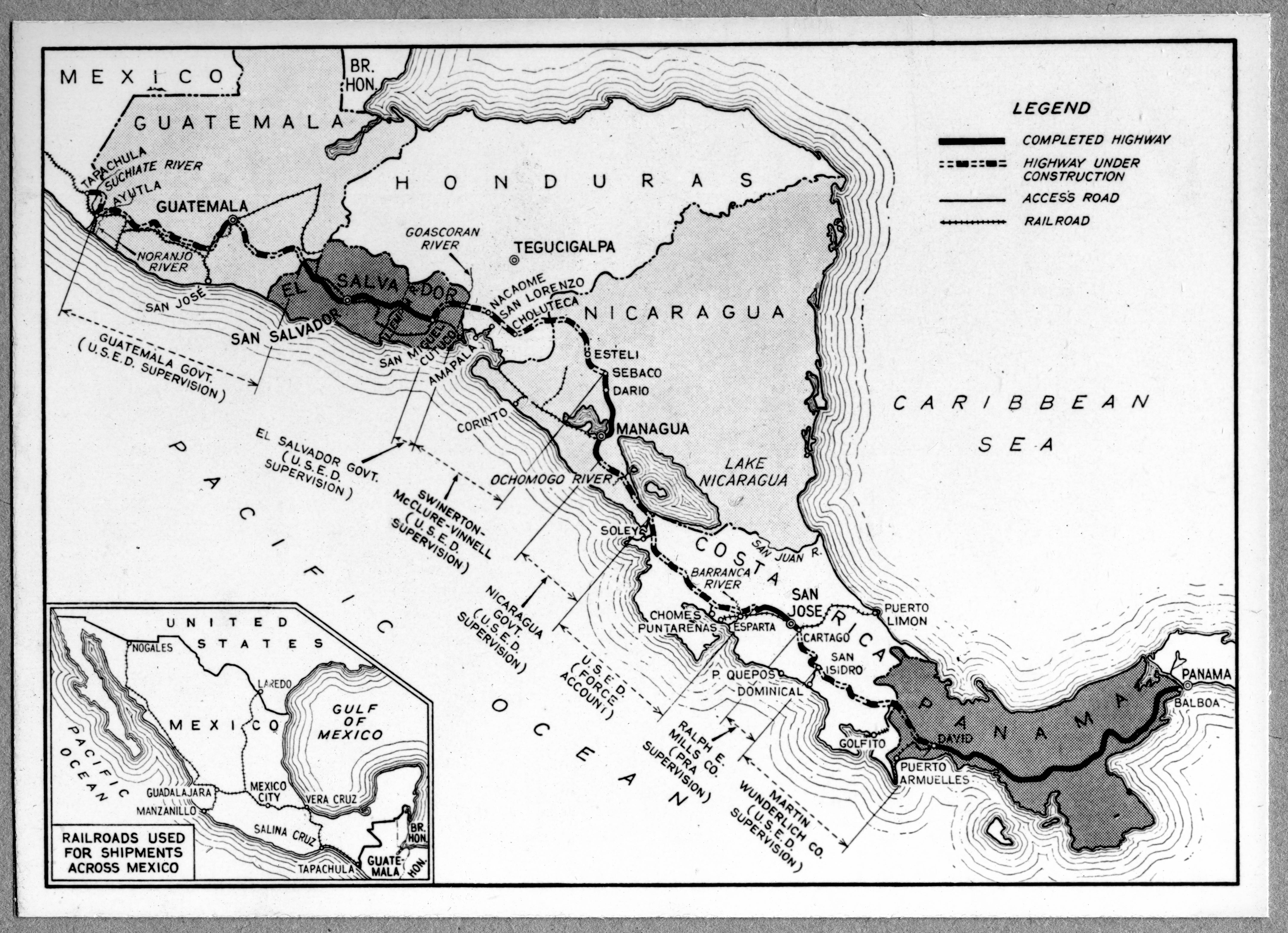
Mapa de la porción de la Carretera Interamericana en Centroamérica.

La Carretera Interamericana es la sección mexicana y centroamericana de la Carretera Panamericana.  Se extiende a lo largo de 5.470 km entre Nuevo Laredo, México, y la localidad de Yaviza, Panamá.
La carretera comenzó a construirse en la década de 1930. El primer tramo, que fue terminado en 1936, tenía una extensión de 1.205 km y comunicaba Nuevo Laredo y la Ciudad de México. En el mismo año, en el mes de abril, se inauguró el segundo tramo que finaliza en Panamá.
Llegando hasta Yaviza y también a Unión Chocó hasta en el Túnel.